# كاثرين برنت
كاثرين برنت (بالإنجليزية: Katherine Brunt)‏ (مواليد 2 يوليو 1985) هي لاعبة كريكت بريطانية، تشارك مع منتخب إنجلترا منذ عام 2004.

## وصلات خارجية
- كاثرين برانت على موقع إي آس بي آن كريك إنفو (الإنجليزية)